# Yŏnggwang (metropolitana di Pyongyang)
La stazione Yŏnggwang (영광?, 榮光?) è una stazione della linea Ch'ŏllima della metropolitana di Pyongyang.

## Storia
La stazione entrò in servizio il 10 aprile 1987, all'apertura della tratta da Ponghwa a Puhŭng della linea Ch'ŏllima.